# Caserío de Quillhuay
El Caserío de Quillhuay es uno de los 23 caseríos que conforman el distrito de Moro, ubicado en el Distrito de Moro, Provincia de Santa, Departamento de Áncash, en Perú.

## Historia
El nombre de Quillhuay está compuesto por los vocablos quechua killa que significa "luna" y wasi, "casa". Los primeros pobladores de Quillhuay llegaron provenientes, principalmente, del Callejón de Huaylas para dedicarse a la agricultura y a la ganadería.

## Geografía
- Región: Chavín
- Subregión: Pacífico
- Región natural: Yunga marítima (de 500 a 2 300 m s. n. m.)
- Comunidad campesina: José Carlos Mariátegui (Moro)[2]

### Hidrografía
Quillhuay cuenta con los ríos Jimbe y Chumbe o Laria, el cual desemboca en el anterior. Además, estos ríos delimitan geográficamente al caserío (por el oeste y por el este, en el orden respectivo).

## Rutas y distancias
- Distrito de Moro – Quillhuay: 7 km (20 min)
- Jimbe – Quillhuay: 12.9 km (27 min)
- San Jacinto – Quillhuay: 18.3 km (30 min)
- Chimbote – Quillhuay: 66.9 km (1 h 23 min)
- Carretera Panamericana Norte – Quillhuay: 39.3 km (46 min)